# Городское поселение Менделеево
Городское поселение Менделеево — упразднённое муниципальное образование со статусом городского поселения в Солнечногорском районе Московской области России. Административный центр — рабочий посёлок Менделеево.

## География
Граничит с городским поселением Ржавки и сельскими поселениями Лунёвским и Пешковским.
Площадь территории городского поселения составляет 803 га (8,03 км²).
Глава городского поселения — Агеев Владимир Алексеевич. Адрес администрации: 141570, Московская область, Солнечногорский район, рп Менделеево, ул. Институтская, д. 7.

## История
Образовано в соответствии с Законом Московской области от 21.01.2005 года № 27/2005-ОЗ «О статусе и границах Солнечногорского муниципального района и вновь образованных в его составе муниципальных образований» (принят постановлением Мособлдумы от 29.12.2004 № 8/123-П).
Законом Московской области № 246/2018-ОЗ от 28 декабря 2018 года, с 9 января 2019 года все городские и сельские поселения Солнечногорского муниципального района были упразднены и объединены в новое единое муниципальное образование городской округ Солнечногорск

## Население
| 2006  | 2007  | 2008  | 2009  | 2010  | 2011  |
| ----- | ----- | ----- | ----- | ----- | ----- |
| 8906  | ↘8490 | ↘8417 | ↘8335 | ↗8770 | ↘8746 |
| 2012  | 2013  | 2014  | 2015  | 2016  | 2017  |
| →8746 | ↘8595 | ↘8456 | ↘8370 | ↘8213 | ↘8125 |
| 2018  | 2019  |       |       |       |       |
| ↘8054 | ↗8108 |       |       |       |       |

## Состав городского поселения
В состав городского поселения входят 3 населённых пункта, из которых сельские — упразднённого Кировского сельского округа.
| № | Населённый пункт | Тип населённого пункта                  | Население |
| - | ---------------- | --------------------------------------- | --------- |
| 1 | Красный Воин     | посёлок                                 | ↗6        |
| 2 | Льялово          | деревня                                 | ↘837      |
| 3 | Менделеево       | рабочий посёлок, административный центр | ↘6237     |